# Anas Bani Jasin
Anas Walid Bani Jasin (ar., أنس بني ياسين; ur. 29 listopada 1988 w Irbidzie) – jordański piłkarz, grający na pozycji obrońcy w klubie Al-Faisaly Amman oraz reprezentacji Jordanii. Srebrny medalista Pucharu Azji 2023.

## Kariera klubowa
Anas Bani Jasin w latach 2007–2009 był zawodnikiem Al-Arabi Irbid. W latach 2009–2010 był zawodnikiem saudyjskiego Najran SC. Następnie grałw takich klubach jak: ponownie Al-Arabi Ibrid, Al Qadsia, Al-Wahda, Al Dhafra FC, ponownie Al-Arabi, Al-Raed FC, Al-Hussein Irbid, Al-Ramtha SC i Shabab Al-Ordon Club. W 2018 przeszedł do Al-Faisaly Amman.

## Kariera reprezentacyjna
W reprezentacji Jordanii Jasin zadebiutował 13 sierpnia 2008 roku w wygranym 3:0 meczu Pucharu Azji Zachodniej 2008 z Katarem. W 2011 został powołany na Puchar Azji 2011, w 2015 na Puchar Azji 2015, a w 2019 na Puchar Azji 2019.
Został powołany na Puchar Azji 2023. Na turnieju był kapitanem, ale wystąpił jedynie w grupowym meczu z Bahrajnem. Reprezentacja Jordanii zdobyła tam srebrny medal.